# Roy Ellam
Roy Ellam (Hemsworth, 13 gennaio 1943) è un ex calciatore inglese, di ruolo difensore.

## Caratteristiche tecniche
Era un difensore centrale.

## Carriera
Esordisce tra i professionisti nel 1961, all'età di 18 anni, con il Bradford City, club della quarta divisione inglese; nonostante la giovane età inizia fin da subito a giocare con buona regolarità con i Bantams, con cui rimane fino al 1966 per un totale di 149 presenze e 12 reti in incontri di campionato. Si trasferisce quindi all'Huddersfield Town, club di seconda divisione; tra il 1966 ed il 1970 mette a segno complessivamente 5 reti in 124 partite di campionato in questa categoria, contribuendo anche alla vittoria della Second Division 1969-1970: nel 1971, quindi, all'età di 28 anni esordisce in prima divisione. Trascorre due stagioni in questa categoria con i Terriers: nella stagione 1970-1971 segna 2 gol in 42 presenze, nella stagione 1971-1972 un gol in 42 presenze. Si trasferisce quindi al Leeds Utd, con cui nella stagione 1972-1973 oltre a giocare altre 7 partite in prima divisione gioca 2 partite in Coppa delle Coppe (facendo così all'età di 30 anni il suo esordio nelle competizioni UEFA per club); nella stagione 1973-1974 gioca invece 4 partite in Coppa UEFA e 4 partite in campionato, competizione che peraltro la sua squadra vince.
Nell'estate del 1974 fa ritorno all'Huddersfield Town, nel frattempo retrocesso in terza divisione; dopo 2 reti in 18 partite lascia però nuovamente il club (che a fine anno retrocede peraltro in quarta divisione) per andare a giocare nella NASL con i Philadelphia Atoms, con i quali nel 1975 realizza una rete in 16 presenze. Torna quindi in patria, dove gioca per un biennio (intervallato da 2 reti in 24 presenze nella NASL con i Washington Diplomats nel 1976) in Northern Premier League (che all'epoca era una delle principali leghe calcistiche inglesi al di fuori della Football League) con i semiprofessionisti del Mossley. Nell'estate del 1977 si trasferisce poi al Gainsborough Trinity, altro club semiprofessionistico, con il quale gioca fino al 1980 (anno in cui all'età di 37 anni si ritira), ricoprendo nella stagione 1979-1980 anche il ruolo di allenatore del club.
In carriera ha totalizzato complessivamente 364 presenze e 22 reti nei campionati della Football League.

## Palmarès

### Giocatore

#### Competizioni nazionali
- Campionato inglese: 1

Leeds United: 1973-1974
- Campionato inglese di seconda divisione: 1

Huddersfield Town: 1969-1970

#### Competizioni regionali
- Manchester Senior Cup: 1

Mossley: 1976-1977